# 58 Aquilae
Désignations
58 Aquilae est une étoile située à environ ∼ 520 a.l. (∼ 159 pc) du Système solaire dans la constellation de l'Aigle, près d'Eta Aquilae. 58 Aquilae est sa désignation de Flamsteed. Elle est visible à l'œil nu comme une faible étoile de couleur bleu-blanc avec une magnitude apparente de 5,60. Elle se rapproche de la Terre avec une vitesse radiale héliocentrique de −53 km/s et pourrait s'approcher jusqu'à une distance minimale de ∼ 161 a.l. (∼ 49,4 pc) dans environ 1,8 million d'années.
58 Aquilae a un type spectral de B9 IV, ce qui correspond à une étoile sous-géante bleu-blanc tardive. Elle a 5,6 fois le rayon du Soleil avec un taux de rotation élevé, montrant une vitesse de rotation projetée de 110 km/s. Elle rayonne 117 fois la luminosité du Soleil et sa température de surface est de 7 946 K.